# 8986 Kineyayasuyo
8986 Kineyayasuyo este un asteroid din centura principală de asteroizi.

## Descriere
8986 Kineyayasuyo este un asteroid din centura principală de asteroizi. A fost descoperit pe 1 noiembrie 1978 la Caussols de Kōichirō Tomita. El prezintă o orbită caracterizată de o semiaxă mare de 3,09 ua, o excentricitate de 0,20 și o înclinație de 1,3° în raport cu ecliptica.